# 萨洛尼卡王国

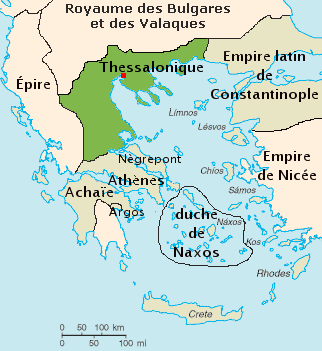
萨洛尼卡王国，1204年

萨洛尼卡王国最初属于东罗马帝国，但在1180年拜占庭皇帝曼努埃尔一世去世以后，东罗马帝国开始衰落。1185年，统治西西里岛的诺曼人，在鲍德温伯爵和里卡多率领下攻占该城，带来了大规模的毁坏。但他们的统治不满一年，在两次战役中被东罗马帝国军队击败，被迫撤出该城。1204年4月13日，由于东罗马帝国都城君士坦丁堡被十字军攻陷，萨洛尼卡也结束了归属东罗马帝国的时期，包括希腊北部和中部大部分地区的萨洛尼卡王国成为拉丁帝国最大的封邑。皇帝鲍德温一世将该城交给他的对手蒙费拉公爵波尼法喬。波尼法喬自称萨洛尼卡是自己的弟弟拉涅里生前从岳父曼努埃尔一世获得的封地，故他有宣称。
1207年波尼法喬被保加利亚皇帝卡洛扬伏杀。按其生前遗嘱，王位传给小儿子德米特里厄斯。因新王年幼，由以比安德拉泰伯爵翁贝托二世为首的伦巴底裔贵族掌权。翁贝托意图推翻德米特里厄斯，让波尼法喬的长子蒙费拉侯爵古列尔莫六世登位，因此与拉丁帝国皇帝亨利起了冲突。1209年亨利进军迫使伦巴底贵族归顺。亨利留弟弟尤斯塔斯为萨洛尼卡摄政。
1224年，被狄奥多尔·科穆宁·杜卡斯夺取，德米特里厄斯投奔神圣罗马帝国皇帝腓特烈二世，并且让出宣称。德米特里厄斯死后没有后代，腓特烈二世又将宣称授予已故古列尔莫六世之子蒙费拉侯爵波尼法喬二世。1246年，该城被尼西亚帝国收复。